# Modelado de chocolate

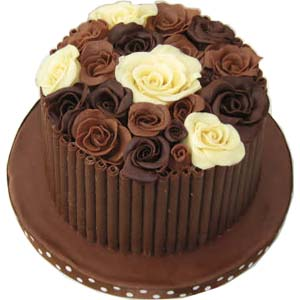
Pastel con decoración de modelado de chocolate.

El modelado de chocolate es una pasta de chocolate hecha por chocolate derretido y combinándolo con jarabe de maíz y/o un jarabe simple (a base de azúcar o agua). Principalmente utilizado por pastelerías de lujo para añadir a la decoración de tortas y pasteles, el modelado de chocolate se forma en una variedad de formas y estructuras que no pueden lograrse fácilmente con otros materiales más blandos, como crema de mantequilla, mazapán, o fondant. El modelado de chocolate se puede hacer de chocolate blanco, oscuro, semidulce o de leche.